# Еммануель Калландер
Еммануель Калландер  (англ. Emmanuel Callander, 10 травня 1984) — тринідадський легкоатлет, олімпійський медаліст.

## Виступи на Олімпіадах
| Олімпіада   | Дисципліна              | Місце |
| ----------- | ----------------------- | ----- |
| Пекін 2008  | естафета 4 x 100 метрів | 2     |
| Лондон 2012 | естафета 4 x 100 метрів | 3     |